# Distretto di Reguiba
Il distretto di Reguiba è un distretto della provincia di El Oued, in Algeria.

## Comuni
Il distretto di Reguiba comprende 2 comuni:
- Reguiba
- Reguiba